# Modern Times (album của Bob Dylan)
Modern Times là album phòng thu thứ 32 của ca sĩ, nhạc sĩ người Mỹ Bob Dylan. Album được phát hành vào ngày 29 tháng 8 năm 2006 bởi Columbia Records. Đây là album thứ 3 mà Dylan nỗ lực lấy lại thiện cảm từ công chúng cùng với những sản phẩm tạo tiếng vang trước đó là Time Out of Mind và Love And Theft. Modern Times tiếp tục khai thác những dòng nhạc blues, rockabilly và ballad hoài cổ, và được Dylan sản xuất dưới nghệ danh "Jack Frost". Cho dù là một sản phẩm thành công, album lại vướng vào những tranh chấp liên quan tới nhiều giai điệu bị nghi ngờ đạo nhạc, cũng như nhiều ca từ bị cho là sao chép thơ của Henry Timrod từ thế kỷ 19.
Modern Times là album quán quân đầu tiên của Dylan kể từ Desire (1976). Mặt khác, đây là lần đầu tiên trong sự nghiệp của mình Dylan có được vị trí số 1 tại Billboard 200 ngay trong tuần đầu tiên phát hành với 191.933 đĩa bán. Ở tuổi 65, ông chính là nghệ sĩ cao tuổi nhất đạt thành tích này. Ngoài ra, album còn có vị trí quán quân tại Canada, Úc, New Zealand, Ireland, Đan Mạch, Na Uy và Thụy Sĩ, cũng như á quân tại Đức, Áo và Thụy Điển. Tại Anh và Hà Lan, album này có được vị trí thứ 3. Tổng cộng album bán được hơn 4 triệu bản trên toàn thế giới. Modern Times cũng được tạp chí Rolling Stone xếp ở vị trí 204 trong danh sách "500 album vĩ đại nhất" cập nhật vào năm 2012.

## Danh sách ca khúc
Tất cả các ca khúc được viết bởi Bob Dylan.
| STT              | Nhan đề                   | Thời lượng |
| ---------------- | ------------------------- | ---------- |
| 1.               | "Thunder on the Mountain" | 5:55       |
| 2.               | "Spirit on the Water"     | 7:41       |
| 3.               | "Rollin' and Tumblin'"    | 6:02       |
| 4.               | "When the Deal Goes Down" | 5:04       |
| 5.               | "Someday Baby"            | 4:56       |
| 6.               | "Workingman's Blues #2"   | 6:07       |
| 7.               | "Beyond the Horizon"      | 5:36       |
| 8.               | "Nettie Moore"            | 6:53       |
| 9.               | "The Levee's Gonna Break" | 5:43       |
| 10.              | "Ain't Talkin'"           | 8:48       |
| Tổng thời lượng: | Tổng thời lượng:          | 63:04      |

## Thành phần tham gia sản xuất
- Bob Dylan – hát, guitar, harmonica, piano.

Nghệ sĩ khách mời
- Denny Freeman, Stu Kimball – guitar.
- Tony Garnier – bass, cello.
- Donnie Herron – steel guitar, violin, viola, mandolin.
- George G. Receli – trống, định âm.

Thu âm
- Greg Calbi, Chris Shaw, Tom Aiezza, Sheldon Yellow – trợ lý âm thanh.

## Xếp hạng
| Bảng xếp hạng (2006)                     | Vị trí cao nhất |
| ---------------------------------------- | --------------- |
| Album Úc (ARIA)                          | 1               |
| Album Áo (Ö3 Austria)                    | 1               |
| Album Bỉ (Ultratop Vlaanderen)           | 2               |
| Album Bỉ (Ultratop Wallonie)             | 5               |
| Album Canada (Billboard)                 | 1               |
| Album Đan Mạch (Hitlisten)               | 1               |
| Album Hà Lan (Album Top 100)             | 2               |
| Album Phần Lan (Suomen virallinen lista) | 4               |
| Album Pháp (SNEP)                        | 17              |
| Album Đức (Offizielle Top 100)           | 2               |
| Album Ireland (IRMA)                     | 1               |
| Album Ý (FIMI)                           | 2               |
| Album New Zealand (RMNZ)                 | 1               |
| Album Na Uy (VG-lista)                   | 1               |
| Polish Albums (ZPAV)                     | 30              |
| Album Bồ Đào Nha (AFP)                   | 12              |
| Album Tây Ban Nha (PROMUSICAE)           | 5               |
| Album Thụy Điển (Sverigetopplistan)      | 2               |
| Album Thụy Sĩ (Schweizer Hitparade)      | 1               |
| Album Anh Quốc (OCC)                     | 3               |
| Album Hoa Kỳ Billboard 200               | 1               |
| Album Hoa Kỳ Top Rock (Billboard)        | 1               |

| Bảng xếp hạng (2006)               | Vị trí |
| ---------------------------------- | ------ |
| Australian Albums (ARIA)           | 82     |
| Austrian Albums (Ö3 Austria)       | 54     |
| Belgian Albums (Ultratop Flanders) | 35     |
| Dutch Albums (Album Top 100)       | 44     |
| German Albums (Offizielle Top 100) | 58     |
| Swedish Albums (Sverigetopplistan) | 16     |
| Swiss Albums (Schweizer Hitparade) | 55     |
| UK Albums (OCC)                    | 78     |
| US Billboard 200                   | 85     |
| US Top Rock Albums (Billboard)     | 14     |

## Chứng chỉ
| Quốc gia                                                                                              | Chứng nhận | Số đơn vị/doanh số chứng nhận |
| --- | ---------- | ----------------------------- |
| Úc (ARIA)                                                                                             | Bạch kim   | 70.000^                       |
| Canada (Music Canada)                                                                                 | Bạch kim   | 100.000^                      |
| Đan Mạch (IFPI Đan Mạch)                                                                              | Vàng       | 20.000^                       |
| Đức (BVMI)                                                                                            | Vàng       | 150.000‡                      |
| Ireland (IRMA)                                                                                        | Bạch kim   | 15.000^                       |
| New Zealand (RMNZ)                                                                                    | Vàng       | 7.500^                        |
| Thụy Sĩ (IFPI)                                                                                        | Vàng       | 15.000^                       |
| Anh Quốc (BPI)                                                                                        | Bạch kim   | 300.000^                      |
| Hoa Kỳ (RIAA)                                                                                         | Bạch kim   | 1,010,000                     |
| ^ Chứng nhận dựa theo doanh số nhập hàng. ‡ Chứng nhận dựa theo doanh số tiêu thụ và phát trực tuyến. |            |                               |